# Giuseppe Gariboldi
Giuseppe Francesco Gabriele Patrizio Gaspare Gariboldi (Macerata, 17 marzo 1833 – Castelraimondo, 12 aprile 1905) è stato un flautista, compositore e direttore d'orchestra italiano.

## Biografia
Nel 1856, dopo gli studi con Giuseppe D'Aloe e Domenico Concordia, si trasferì a Parigi dove lavorò come compositore e musicista virtuoso. Dal 1859 al 1861 tenne concerti in Belgio, Paesi Bassi, Regno Unito e Austria.
Durante la Guerra franco-prussiana, nel 1870, operò in seno alla Croce Rossa. Dal 1871 al 1895, insegnò flauto e composizione al college Rollen (ora Lycée Jacques-Decour) a Parigi.
Nel 1895, tornò in Italia con la moglie Elmira Thomas, stabilendosi a Castelraimondo.
Fra le sue opere numerosi pezzi per flauto e per flauto e pianoforte. Diversi suoi studi vengono ancora oggi impiegati per lo studio del flauto ed in particolare, Etudes mignonnes op. 131, 20 Petites Etudes op. 132, Exercices journaliers op. 89 e 15 Etudes modernes et progressives, 58 Etudes pour flauto. Gariboldi compose anche molte canzoni e tre operette.

## Riconoscimenti
Gli è stato intitolato l'omonimo Concorso Flautistico Internazionale.